# جاك بوكنر
جاك بوكنر (بالإنجليزية: Jack Buckner) هو عداء مسافات طويلة بريطاني، ولد في 22 سبتمبر 1961 في مدينة ولز في المملكة المتحدة.

## وصلات خارجية
- جاك بوكنر على موقع الاتحاد الدولي لألعاب القوى (الإنجليزية)
- جاك بوكنر على موقع أوليمبيديا (الإنجليزية)
- جاك بوكنر على موقع اللجنة الأولمبية البريطانية (الإنجليزية)